# Lawrence Taylor
Lawrence Julius Taylor (4 de fevereiro de 1959, Williamsburg, Virgínia), também conhecido como "L.T.", é um jogador de futebol americano, que está no Hall da Fama desse esporte. Taylor atuou como linebacker pelo New York Giants na National Football League (NFL) por toda sua carreira profissional. Ele é reconhecido como um dos maiores jogadores de futebol americano de todos os tempos e também foi apontado como melhor jogador defensivo da história por membros da mídia especializada, ex-jogadores e treinadores.
Depois de uma carreira gloriosa na University of North Carolina (UNC) (1978–1981), Taylor foi draftado pelos Giants como segunda escolha feita no draft de 1981. Taylor ganhou vários prêmios e quebrou vários recordes na sua primeira temporada. Durante os anos 80 e começo dos anos 90, Taylor foi um grande e forte outside linebacker e por causa dele, vários esquemas de pass rush, jogadas da linha ofensiva e formações ofensivas usados na NFL foram mudados. Taylor teve mais de dez sacks em cada uma das temporadas de 1984 até 1990, incluindo a melhor marca da carreira que foi de 20.5 em 1986. Ele também foi por três vezes nomeado Jogador Defensivo do Ano pela liga e também foi nomeado Melhor Jogador da Temporada (MVP) por sua performance na temporada de 1986. Ele também foi nomeado First-team All-Pro em cada uma das suas primeiras nove temporadas sendo um dos jogadores chaves da defesa do Giants, apelidada de "The Big Blue Wrecking Crew" (Os Destruidores Azuis), que deu a Nova York os títulos no Super Bowl XXI e XXV. Durante os anos 80, Taylor, DE Leonard Marshall e os linebackers Carl Banks, Gary Reasons e o Hall of Famer Harry Carson deu ao corpo de linebackers do Giants uma das melhores defesas na históra da NFL.
Taylor teve uma vida privada conturbada, durante e depois de sua carreira. Ele admitiu ter usado cocaína durante o início de sua carreira na NFL, sendo suspenso várias vezes ao ser pego nos exames de antidoping com substâncias suspeitas. O abuso das drogas pioraram após sua aposentadoria e ele acabou sendo preso três vezes por posse de drogas. De 1998 até 2009, Taylor afirmou ter ficado inteiramente sóbrio e livre das drogas. Ele trabalho como comentarista esportivo por vários anos até se aposentar desta carreira e, em 2009, tentou ser ator. Sua vida pessoal voltou a ser alvo de controvérsias em 2009 quando ele foi acusado de não prestar socorro em um acidente de carro na Flórida, e em 2010 ele foi acusado de estupro por uma prostituta de 16 anos. Depois de se declarar culpado de má conduta sexual e de incomodar uma prostituta, Taylor foi registrado como um criminoso sexual de baixo risco.

## Números e marcas da carreira

### Estatísticas
| Temporada | Time     | Jogos | Sacks | Int | Jardas | TD (int) | FR | Jardas | TD (fumb) |
| --------- | -------- | ----- | ----- | --- | ------ | -------- | -- | ------ | --------- |
| 1981      | New York | 16    | 9.5*  | 1   | 1      | 0        | 1  | 4      | 0         |
| 1982      | New York | 9     | 12.5  | 1   | 97t    | 1        | 0  | 0      | 0         |
| 1983      | New York | 16    | 12    | 2   | 10     | 0        | 2  | 3      | 1         |
| 1984      | New York | 16    | 11.5  | 1   | -1     | 0        | 0  | 0      | 0         |
| 1985      | New York | 16    | 18    | 0   | 0      | 0        | 2  | 25     | 0         |
| 1986      | New York | 16    | 20.5  | 0   | 0      | 0        | 0  | 0      | 0         |
| 1987      | New York | 12    | 12    | 3   | 16     | 0        | 0  | 0      | 0         |
| 1988      | New York | 12    | 15.5  | 0   | 0      | 0        | 1  | 0      | 0         |
| 1989      | New York | 16    | 15    | 0   | 0      | 0        | 0  | 0      | 0         |
| 1990      | New York | 16    | 10.5  | 1   | 11t    | 1        | 1  | 0      | 0         |
| 1991      | New York | 14    | 7     | 0   | 0      | 0        | 2  | 0      | 0         |
| 1992      | New York | 9     | 5     | 0   | 0      | 0        | 1  | 2      | 0         |
| 1993      | New York | 16    | 6     | 0   | 0      | 0        | 1  | 0      | 0         |
| Total     |          | 184   | 142** | 9   | 134    | 2        | 11 | 34     | 1         |

* Estatística não oficial (sacks só começaram a ser computados pela liga em 1982), contudo esses números são citados e reconhedos na biografia de Taylor no Pro Football Hall of Fame, e é considerado preciso.

** Esse total inclui 9,5 sacks de Taylor como rookie (novato). Contudo, a NFL só recocheceu 132,5 sacks de Taylor.
Fontes:
Abreviaturas:

Int= Interceptação

t= jogada que resultou em touchdown

TD= Touchdowns

FR= Fumbles recuperados